# Chevrolet Apache
Chevrolet Apache — классический пикап. Модель оснащалась двигателем I6, что считалось уже устаревшим вариантом для такого класса машин. Дизайн автомобиля является классическим для пикапов. Изначальный Task Force оснащался головным светом с двумя фарами, но в 1958 году был проведён рестайлинг, в ходе которого машина получила сдвоенные фары и новую решётку радиатора; с этого момента пикапы данной серии стали называться Apache. Одновременно, в качестве опции, стал доступен кузов с гладкими задними крыльями без подножек, именуемый Fleetside; до того Chevrolet Task Force выпускался только с кузовом Stepside, имеющим плоские борта с подножками и выступающими каплеобразными задними крыльями.
Начиная с 1955 года компания Chevrolet запустила производство модели Task Force. По сравнению с предшественницей — серией Advance Design — машина отличалась более современным дизайном, в частности, впервые на грузовиках и пикапах было внедрено панорамное лобовое стекло.
За внушительную доплату можно было заказать систему подключаемого полного привода производства NAPCO (Northwestern Auto Parts Company), а впоследствии (с 1959 г.) — заводской конструкции.
В 1959 году было продано 1 481 071 штук.